# Lou Perry
Louis Byron "Lou" Perryman, meglio conosciuto come Lou Perry (Gainesville, 15 agosto 1941 – Austin, 1º aprile 2009), è stato un attore e operatore di ripresa statunitense.

## Biografia
Fece la sua prima apparizione sullo schermo nel 1967 in Un italiano in America di Alberto Sordi. In seguito lavorò a fianco di Tobe Hooper come cameraman in Eggshells, suo ultimo cortometraggio, e nel suo film d'esordio Non aprite quella porta, entrambi del 1974. Nel 1979 il regista John Landis gli affidò un piccolo ruolo nel film The Blues Brothers con Dan Aykroyd e John Belushi. Nel 1982 recitò nel cult movie Poltergeist - Demoniache presenze, diretto da Tobe Hooper e prodotto da Steven Spielberg.
Nel 1986 lavorò nuovamente da Hooper in Non aprite quella porta - Parte 2 con Dennis Hopper. Verso la metà degli anni '90 comparì in un paio di episodi della serie televisiva Walker Texas Ranger con Chuck Norris.
Fu brutalmente ucciso con un'ascia il 1º aprile 2009, nella sua abitazione ad Austin in Texas da un uomo con problemi mentali.